# Киршофер, Альфонс
Альфонс Киршофер (фр. Alphonse Kirchhoffer; 19 декабря 1873, Париж — 1913) — французский профессиональный фехтовальщик, серебряный призёр летних Олимпийских игр 1900.
На Играх 1900 в Париже Киршофер участвовал только в соревновании на рапире в своём классе. Пройдя все стадии от первого раунда до финала, он в итоге занял второе место и получил серебряную медаль.